# ضربات پنالتی
شیوه ضربات پنالتی (به انگلیسی: Penalty shootout) روشی برای تعیین برنده در مسابقات ورزشی است که در غیر این صورت، مساوی می‌شود. قوانین ضربات پنالتی در ورزش‌ها و حتی مسابقات مختلف متفاوت است. با این حال، شکل معمول شبیه به ضربه پنالتی است که یک بازیکن تنها یک شوت به سمت دروازه از یک نقطه مشخص می‌زند و تنها مدافع آن دروازه‌بان است. اگر باز هم نتیجه مساوی باشد، ضربات پنالتی معمولاً بر اساس «گل به گل» ادامه می‌یابد و تیم‌ها به‌طور متناوب شوت‌هایی می‌زنند و هر که گلی بی‌رقیب به ثمر برساند برنده اعلام می‌شود. این ممکن است تا زمانی که همهٔ بازیکنان یک شوت بزند ادامه یابد، پس از آن بازیکنان ممکن است شوت‌های اضافی بزنند، تا زمانی که تساوی شکسته شود، و همچنین به عنوان «مرگ ناگهانی» شناخته می‌شود.

## ورزش‌ها
ورزش‌هایی که در آنها می‌توان از ضربات پنالتی استفاده کرد، عبارتند از:
- فوتبال باشگاهی
- کریکت
- هاکی روی چمن
- بازی‌های گیلیک
- هندبال
- هاکی روی یخ
- راگبی ۱۵ نفره
- واترپلو
- فوتبال آمریکایی